# 讷维克堡
讷维克堡（法語：Neuvicq-le-Château，法語發音：[nøvik lə ʃato]）是法国滨海夏朗德省的一个市镇，位于该省东部，属于圣让当热利区。

## 地理
讷维克堡（45°48'10"N, 0°9'53"W）面积15.14 平方千米，位于法国新阿基坦大区滨海夏朗德省，该省份为法国西部滨海省份，北起旺代省，西临大西洋，南至吉倫特省，东南接多爾多涅省，东北接德塞夫勒省接壤，东临夏朗德省。
与讷维克堡接壤的市镇（或旧市镇、城区）包括：库尔比亚克、马勒伊、布雷东、马克维尔、谢克、鲁亚克、瓦勒多日。

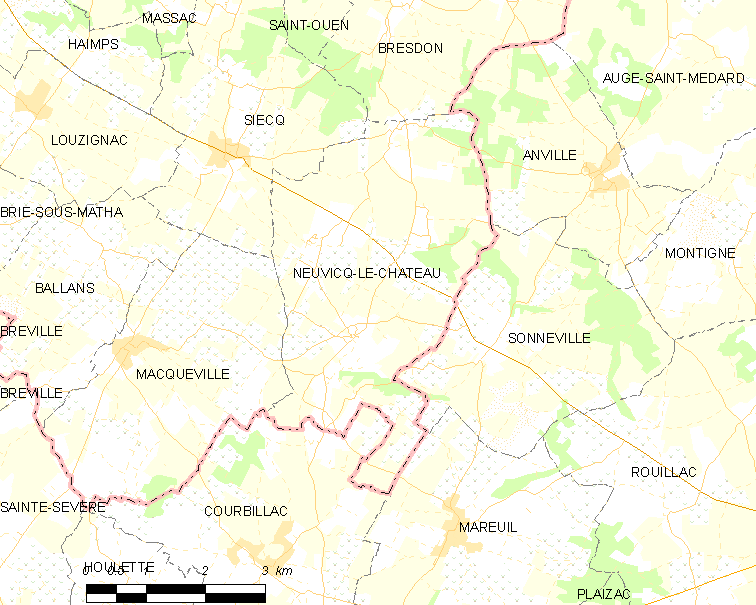
讷维克堡的OSM定位图

讷维克堡的时区为UTC+01:00、UTC+02:00（夏令时）。

## 行政
讷维克堡的邮政编码为17490，INSEE市镇编码为17261。

## 政治
讷维克堡所属的省级选区为马塔县。

## 人口

1962-2008年间讷维克堡人口变化图示

讷维克堡于2022年1月1日时的人口数量为346人。